# Уотмор, Джоан
Джоан Уотмор (англ. Joanne Watmore, родилась 25 сентября 1986 года в Честере) — английская регбистка.

## Биография
Окончила школу Уэйд-Дикон и городской университет Лидса. В детстве занималась балетом и регби, играя со своим братом. С шести лет занималась регбилиг, позже переключилась на регби-15 и регби-7. Выступала за команды «Ватерлоо», «Тирск», «Дарлингтон Мауден Парк Шаркс», «Вустер» и «Ричмонд». В составе сборной Англии по регбилиг играла на чемпионате мира 2008 года, в составе сборной Англии по регби-7 — игрок чемпионата мира 2013 года. Дебютировала 3 ноября 2012 года в матче за сборную Англии по регби-15 против Франции.
В команде Англии по регби-7 она является рекордсменкой по числу попыток на матчах Мировой серии: Уотмор занесла 57 попыток, из них восемь в играх первого этапа сезона 2015/2016 против сборных Австралии, Канады, Японии, Франции, США, Фиджи, Колумбии и России. Ещё четыре попытки она занесла на этапе Мировой серии в Лэнгфорде: две в четвертьфинальном матче против США (29:7), одна в полуфинале против Австралии и одна в финале против Новой Зеландии (победа 31:14). Она же занесла 10 попыток на первых четырёх этапах сезона 2014/2015. Чемпионка Европы 2012 года по регби-7.
Уотмор играла на Олимпиаде-2016 года в составе сборной Великобритании, занеся первую попытку сборной на турнире против Бразилии и вторую против Фиджи в четвертьфинале, в итого набрав 10 очков (две попытки на турнире; две её реализации прошли мимо ворот). Команда Великобритании в итоге заняла 4-е место на турнире.
Открытая лесбиянка, в 2015 году заключила брак со своей подругой по сборной Элис Ричардсон (с ней в 2013 году она была исключена из сборной Англии по регби-15 по причине неких дисциплинарных нарушений, из-за чего отказалась возвращаться в сборную через год). В настоящее время совладелица фитнес-студии вместе с Ричардсон.